# حسن علی اکبر خانه
حسن علی اکبر خزینه (زاده ۵ اردیبهشت ۱۳۰۶) از برترین کاشی کاران سنتی ایران می‌باشد که بیش از شصت سال در این رشته فعالیت داشته‌است.

## زندگی
استاد علی اکبر خزینه کاشی کاری را از سن شش سالگی در پیش استاد حسین کاشی پز فرا گرفت و طراحی و نقاشی را نیز از استاد بهره‌مند آموخت. در سال ۱۳۲۶ به دعوت استاد کریمی به کارگاه کاشی اداره هنرهای ملی رفت و قالب گرفتن، لعاب زدن و طرح و نقش را زیر نظر استاد احمد عرش نگار آموخت. در مرمت کاشی کاری گنبد کاخ مرمر در گروه کاشی کاران استاد احمد عرش نگار حضوری مفید داشت.
بعدها نیز به استادی رسید و سالها در کارگاهی که پشت موزه هنرهای ملی بود در این رشته فعالیت داشت. وی در سال ۱۳۵۹ بازنشسته شد و بعد از چند سال که به‌طور مستقل کار کرد ولی دیگر به فعالیتش ادامه نداد. آثار با ارزشی از خود بر جای گذاشت که نقاشی هفت رنگ، به سبک دوران صفوی و قاجار از ویژگی‌های کاریش می‌باشد.
وی که در سالهای پایانی زندگی اش بیمار بود در روز ۱۲ بهمن ماه ۱۳۸۹ از دنیا رفت و پیکرش در قطعه هنرمندان بهشت زهرا آرام گرفت.

## آثار
- کاشی کاری کتابخانه پارک شهر
- شبکه‌های زیر طاق برج آزادی
- مرمت کاشی‌های کاخ گلستان
- مرمت کاشیکاری گنبد کاخ مرمر[۴]
- بازسازی کاشی کاری مجلس شواری اسلامی
- اجراهای بسیاری در مسجدهای تهران و شهرستانها همانند مسجد جامع قزوین
- طرح‌های اسلیمی و سفالی در گلدانها و بشقابهای کاشی کاری
- همچنین بخشی از آثار نقاشی‌های سفال و کاشی‌هایش در موزه هنرهای ملی و آبگینه نگهداری می‌شود.[۵]

## جایزه و نشانها
- دریافت نشان درجه یک هنری معادل با دکترای هنر
- در سال ۱۳۸۴ از سوی فرهنگستان هنر مورد تقدیر و تشکر قرار گرفت.[۶]